# Преслав Каршовський
Преслав Каршовський (7 квітня 1905, Софія, Болгарія — 25 лютого 2003, Софія, Болгарія) — болгарський художник, планувальник.
Преслав Каршовський походить з відомого роду епохи Відродження — Каршовських з міста Олена, відомого своєю участю в боротьбі за церковну і національну незалежність. Преслав — онук Івана Каршовського, що служив при воєводі Панайоті Хітові і був соратником Василя Левського, а після звільнення брав участь в Установчому і Першому Великому національному зібранні, а також засновником Болгарського літературного товариства, яке було створене в Болгарській академії наук.
У 1927 році закінчив Національну художню академію по класу живопису, який викладав професор Цено Тодоров і графіки, яку викладав професор Васіл Захарієв. У 1928–1934 роках спеціалізувався на живопису та графіці у Варшаві.
Працював художником у театрах Пловдива і Варни, а також у Національному театрі в Софії. Його перша поява як сценариста відбулася на сцені опери «Саламбо» Веселіна Стоянова.
Каршовський є одним із засновників Софійської міської художньої галереї, а також Національної картинної галереї, першим режисером якої був у 1950–1957. У цей період він викладав «плакат» в академії. Його учнями є художники Радослав Маринов, Пітар Расовськи і Дімітар Мілушев.
Засновник і незмінний секретар Спілки болгарських художників.
Преслав Каршовський є автором багатьох графічних і мальовничих полотен, гравюр, плакатів і ілюстрацій у всіх жанрах і техніках. Один із видатних майстрів Ex Libris в Болгарії. Брав участь у численних графічних виставках в Болгарії та за кордоном (Чикаго, Варшава, Відень).
Був одружений з художницею Цветаною Мітцеєвою-Каршовською (1915–2013), що походила з відомого роду Самоків, а пізніше подарувала місту свої картини і картини чоловіка.